# Auzouville-Auberbosc
Auzouville-Auberbosc is een dorp en voormalige gemeente in de Franse gemeente Terres-de-Caux in het departement Seine-Maritime in de regio Normandië. De voormalige gemeente telt 318 inwoners (2014). De plaats maakt deel uit van het arrondissement Le Havre.

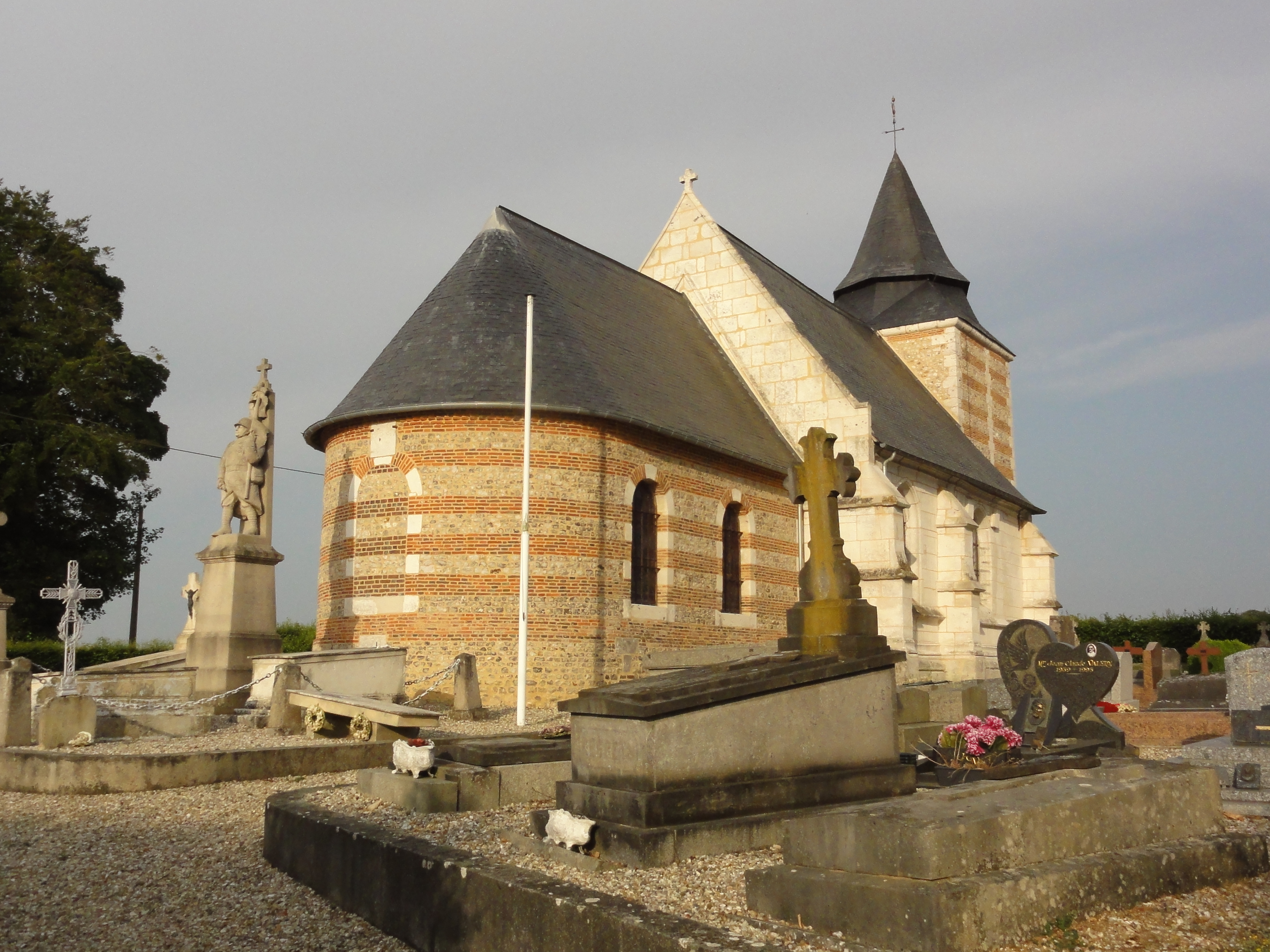
Église Saint-Léger-d'Autun

## Geschiedenis
Oude vermeldingen van de plaats gaan terug tot de eerste helft van de 13de eeuw als Osouvilla. De 18de-eeuwse Cassinikaart toont hier de parochie Auzouville.
Op het eind van het ancien régime eind 18de eeuw, toen de gemeenten werden gecreëerd, werd Auzouville-sur-Fauville een gemeente. In 1828 werd buurgemeente Auberbosc opgeheven en aangehecht bij Auzouville-sur-Fauville, dat in Auzouville-Auberbosc werd hernoemd.
De gemeente maakte deel uit van het kanton Fauville-en-Caux tot dit op 22 maart 2015 werd opgeheven en de gemeenten werden opgenomen in het kanton Saint-Valery-en-Caux.
Op 1 januari 2017 fuseerde Auzouville-Auberbosc met Bennetot, Bermonville, Fauville-en-Caux, Ricarville, Saint-Pierre-Lavis en Sainte-Marguerite-sur-Fauville tot de nieuwe gemeente (commune nouvelle) Terres-de-Caux.

## Geografie
De oppervlakte van Auzouville-Auberbosc bedraagt 6,08 km², de bevolkingsdichtheid is 52 inwoners per km².
Naast het dorpscentrum van Auzouville liggen in de voormalige gemeente nog het gehucht Auberbosc. Daarnaast liggen er nog enkele kleinere gehuchtjes, waaronder Joyeux en Le Beau Soleil (op de grens met buurgemeente Foucart).
De onderstaande kaart toont de ligging van Auzouville-Auberbosc met de belangrijkste infrastructuur en aangrenzende gemeenten.

## Bezienswaardigheden
- De Église Saint-Léger-d'Autun

## Demografie
Onderstaande figuur toont het verloop van het inwonertal.
Deelgemeenten: Auzouville-Auberbosc · Bennetot · Bermonville · Fauville-en-Caux · Sainte-Marguerite-sur-Fauville · Saint-Pierre-Lavis

Overige plaatsen: Auberbosc · Le Beau Soleil · Le Boos · Le Bout Joyeux · La Chaussée de Saint-Pierre · Joyeux (Auzouville-Auberbosc · La Londe · Roncherolles